# 水川潔
水川 潔（みずかわ きよし、1891年（明治24年）6月21日 - 1959年（昭和34年）2月8日）は、日本の農林官僚であり、全国穀類工業協同組合初代理事長、日本穀物検定協会理事長を務めた。岡山県出身。

## 経歴

### 生い立ち
1891年（明治24年）岡山県士族の父・水川龍太郎と母・與禰の長男として生れる。その後、旧制東京府立第一中学校（現：東京都立日比谷高等学校）、旧制第二高等学校理科丙類を経て、1921年（大正10年）4月、東京帝国大学農学部を卒業する。卒業後、農商務省へ技師として就職する。

### 官僚として
農商務省で技師として入省し、1925年（大正14年）に、農林省（現：農林水産省）と商工省（現：経済産業省）に分割さたのに伴い、農林省へ所属する。1926年（大正15年）34歳のとき、山形県にある酒田米穀事務所長となる。1930年（昭和5年）には、欧米やインドの穀倉地帯を視察するため、1931年4月まで長期出張を行う。帰国後、大阪米穀事務所長となり、その後、本省の食料管理局第二部長を経て、第二次世界大戦後、1947年（昭和22年）製粉工業会の設立に伴い、会長に食糧管理局の水川が就任し、製粉技術の改良発達に務めた。
その後、1950年（昭和25年）11月30日、全国穀類工業協同組合創立総会が東京・上野精養軒で開催され、水川が初代理事長に選任される。この他、日本穀物検定協会理事長等も務めた。
1959年（昭和34年）2月8日、67歳で死去する。